# Suzuki Ignis
Suzuki Ignis (яп. スズキイグニス) относится к европейскому классу «В». Автомобиль входит в категорию UAV (Urban Active Vehicle) и совмещает в себе минивэн, внедорожник и хетчбэк . Suzuki Ignis построен на платформе Suzuki Wagon R Plus и представляет собой мини-внедорожник с увеличенным до 170 мм дорожным просветом, высокими порогами и жёсткой подвеской в полноприводной версии или только с передними ведущими колёсами.
Последнее поколение представляет собой так называемый «мягкий» гибрид. Система имеет фирменное название SHVS (Smart Hybrid Vehicle by Suzuki — «Умный гибридный автомобиль от Suzuki»).

## Разработка
В результате венчурного проекта между General Motors (GM) и Suzuki появилась модель Ignis. С 2001 года она также легла в основу Chevrolet Cruze. «Круз» продавался по всей Японии как «Шевроле».

## Первое поколение
Первое поколение Ignis (код. HT51S и HT81S) производился в вариантах трёх — и пятидверного хетчбэка, оснащённого бензиновым двигателем Suzuki inline-four- M family. Это поколение получило DOHC и изменяемые фазы газораспределения. Двигатели были: 1.3 литра («M13A») и 1,5 литра («M15A»), мощностью от 65 кВт до 81 кВт (стандарт JIS). За исключением Ignis Sport, Suzuki не предлагала трёхдверную модель в Японии. Аналогичным образом, 1,5-литровый двигатель был недоступен кроме версии Ignis Sport на экспорт, а 1,3-литровая версия была только мощностью 61 кВт. Стандартная коробка передач была пятиступенчатая ручная или четырёхступенчатая автоматическая. Были варианты с передним или полным приводом, хотя сочетание полного привода и автоматической коробки передач было ограничено только Японией, поскольку не отвечала с европейским стандартам выбросов. В 2003 году была небольшое обновление внешности модели. Производство закончилось в 2006 году.

#### Спорт версия
После участия в Чемпионат мира по ралли 2002, Suzuki представила Ignis Sport в 2003 году, основанную на трёхдверном кузове. Под маркой «Свифт Спорт» в Японии, модель использовала стандартный двигатель 1,5-литровый мощностью 85 кВт. Существовали версии для Европейского и внутреннего рынка.

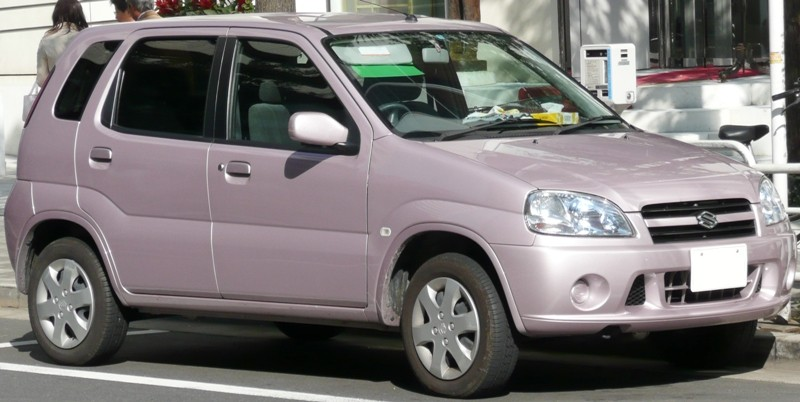
2003–2006 Suzuki Swift 5-дверная (для Японии)
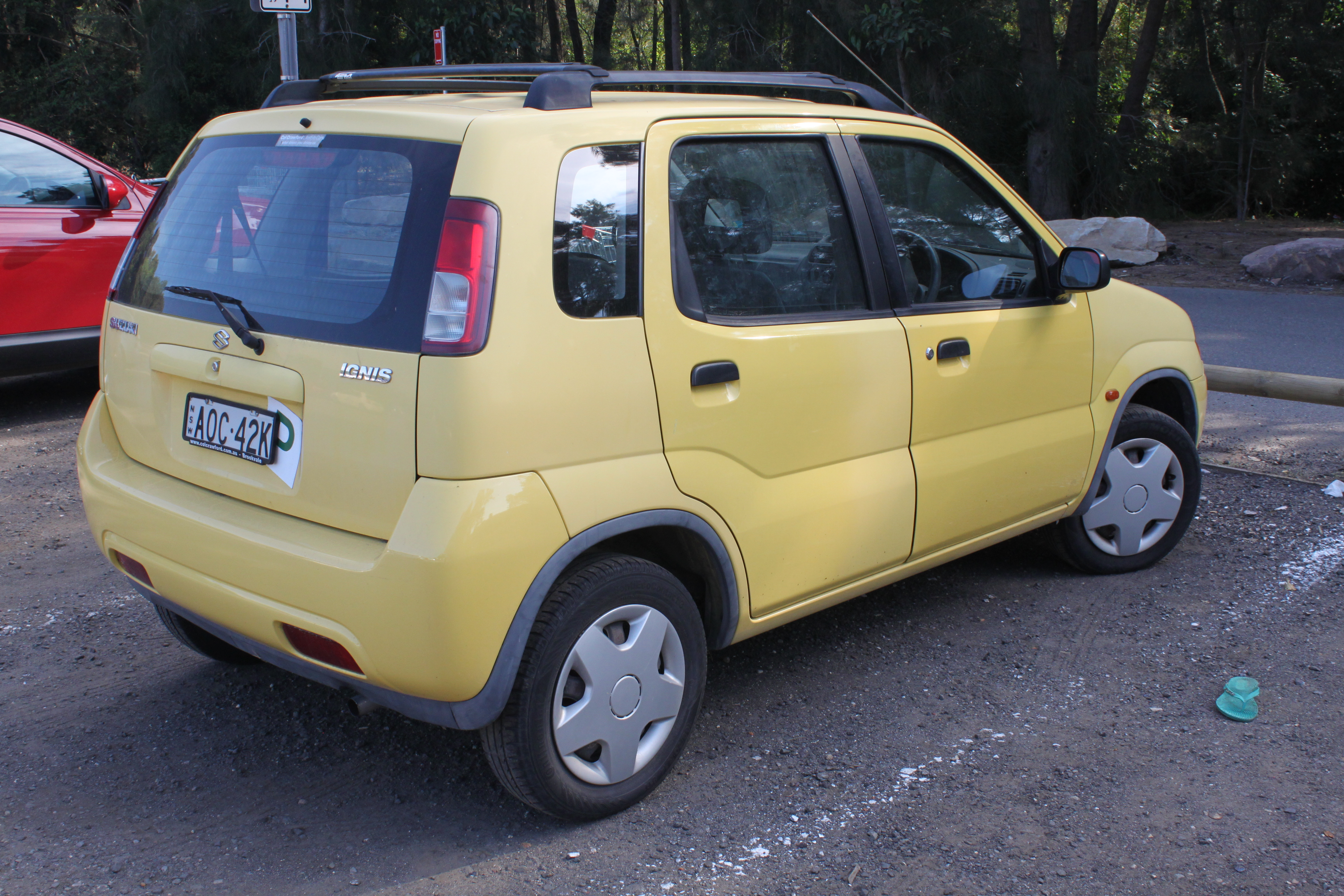
2003–2005 Suzuki Ignis GL 5-дверная
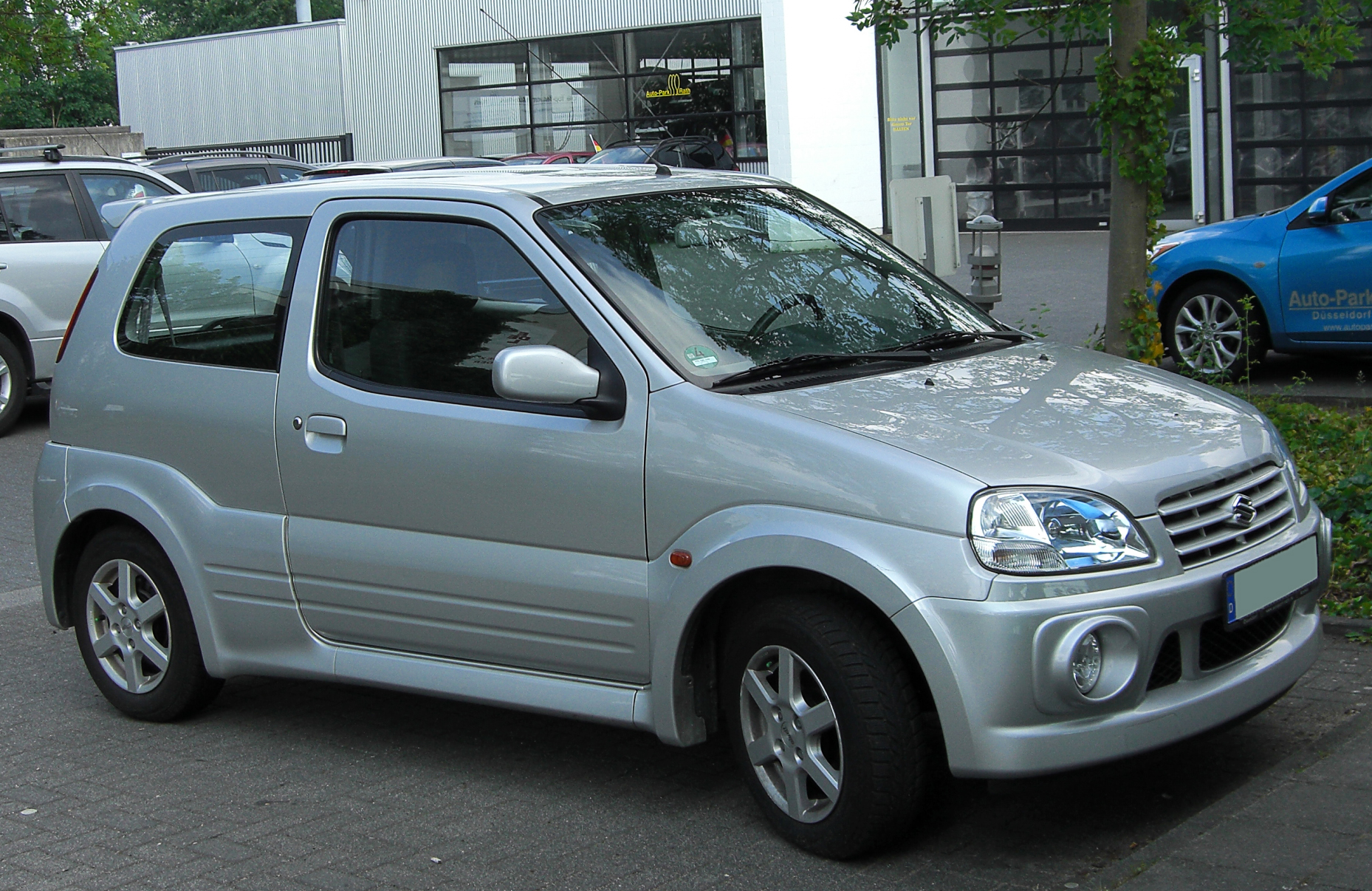
2003–2005 Suzuki Ignis Sport 3-дверная
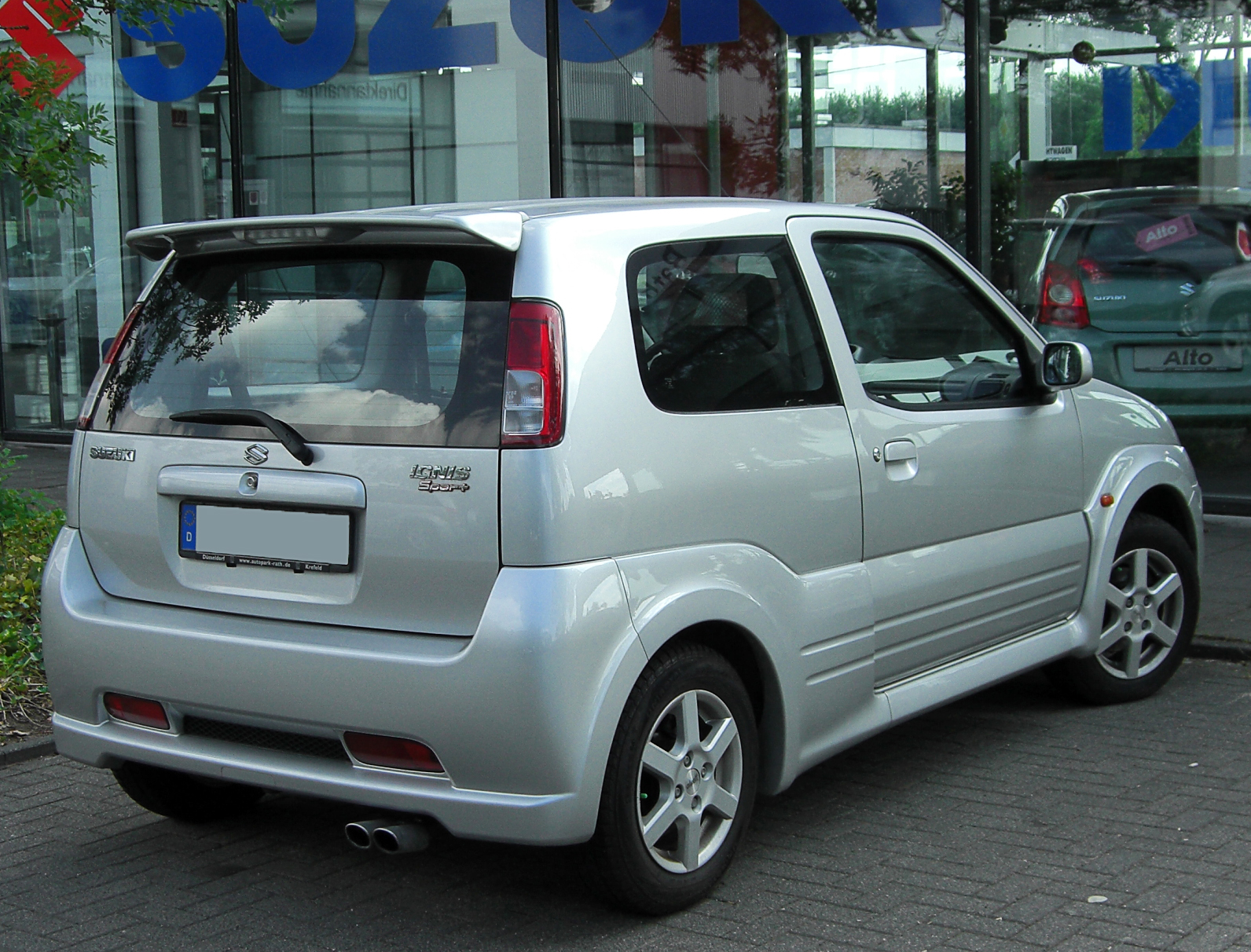
2003–2005 Suzuki Ignis Sport 3-дверная

### Второе поколение

#### Chevrolet Cruze
Выставленный как концепт-кар Chevrolet YGM1 на Токийском автосалоне в 1999 году, Chevrolet Cruze (кодовое название HR51S и HR81S), происходил от Suzuki Ignis. Разработка Cruze пошла в другом направлении от оригинального пятидверного хетчбэка Suzuki (SUV). Несмотря на бренд Chevrolet, YGM1, как и серийный автомобиль, был разработан подразделением GM Холден. Команде дизайнеров было дано всего 12 недель на создание модели под руководством Питера Хьюзаи тогдашнего главного дизайнера Холдена Майкла Симко.
GM начало производство Cruze с 22 октября 2001 года с датой начала продаж с 1 ноября в Японии. Примечательно, что Cruze ознаменовал возвращение GM производству на территории Японии впервые с 1939 года, производство расположено на заводе Suzuki в Косаи, провинц. Сидзуока.

#### Suzuki Ignis
Suzuki в Европе использовал модификации Cruze в качестве обновления Ignis в 2003 году. Suzuki увеличил длину Cruze на 145 миллиметров, чтобы улучшить внутреннее пространство. Эта версия была изготовлена специально для европейского рынка. Suzuki в Японии не использовал модификацию Cruze для своей собственной модели Suzuki из-за наличия версии Chevrolet на этом рынке.
Машина шла в версиях с 1,3-литровым двигателем и механической коробкой и только с передним приводом, а 1,5-литровым шёл во всех вариантах.
По договорённости с Subaru Венгерский Ignis продавался в Европе как Subaru G3X Justy. Кроме небольших противотуманных фар, другого переднего бампера и решётки радиатора, плюс маркировки Subaru машина была идентичной Suzuki. Subaru дебютировала Justy на международном автосалоне в Германии в сентябре 2003 года. Были доступны две модели полноприводные с двигателями 1,3 и 1,5-литра бензиновые и переднеприводной 1,3-лит. дизельная модель с турбонаддувом. G3X Justy стал в 2007 году Daihatsu Boon/Sirion (M300).

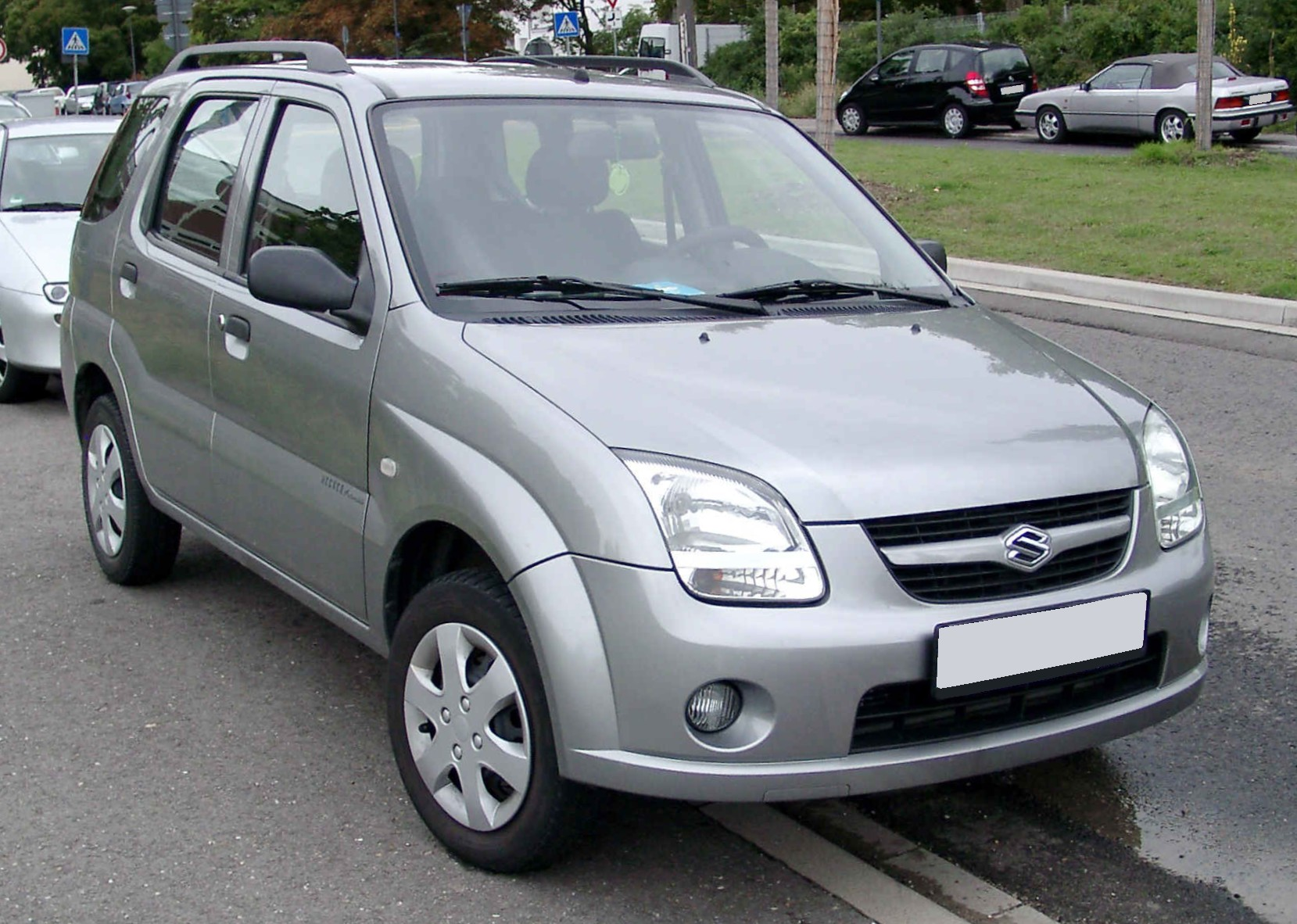
2003–2008 Suzuki Ignis
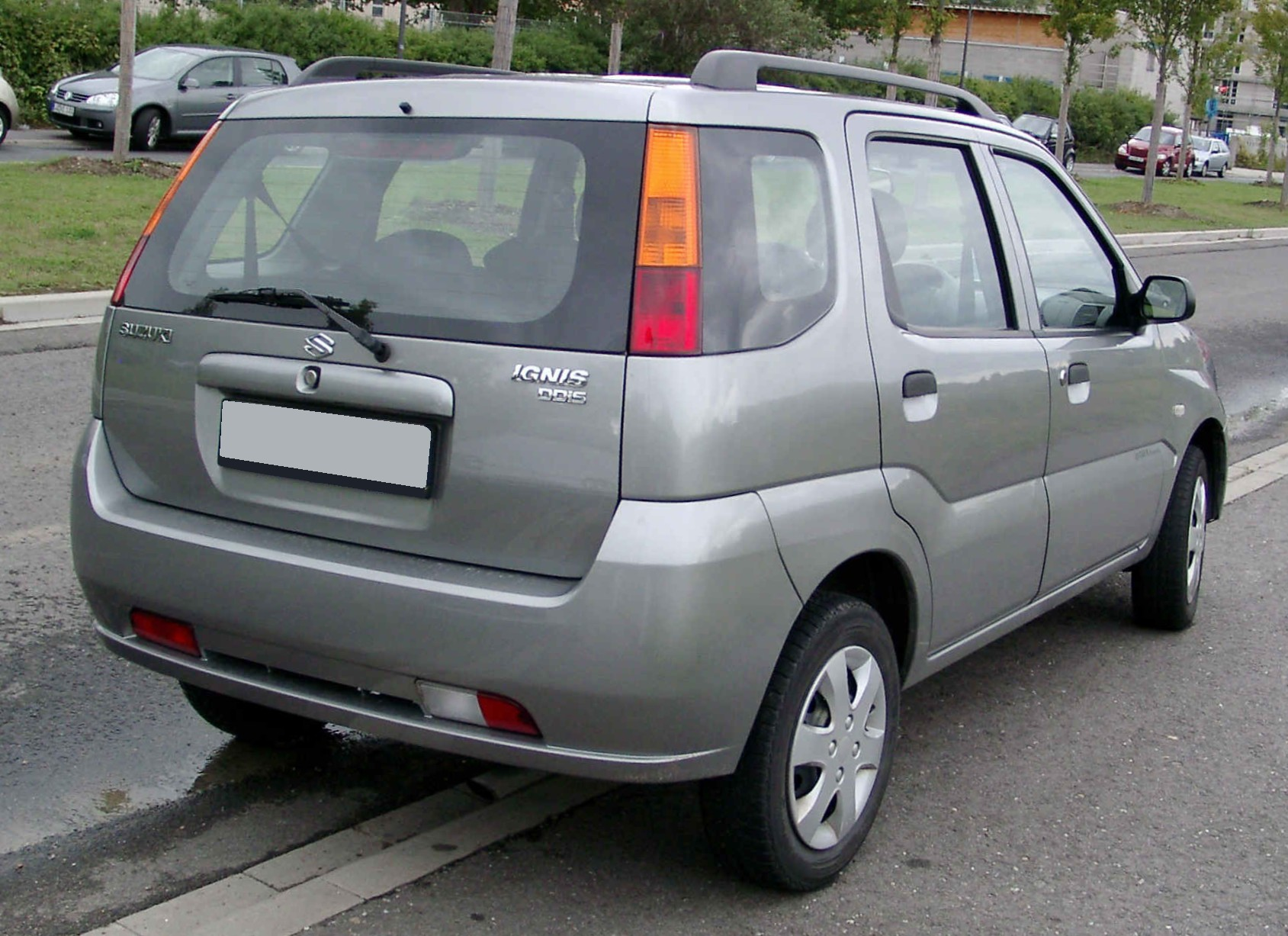
2003–2008 Suzuki Ignis
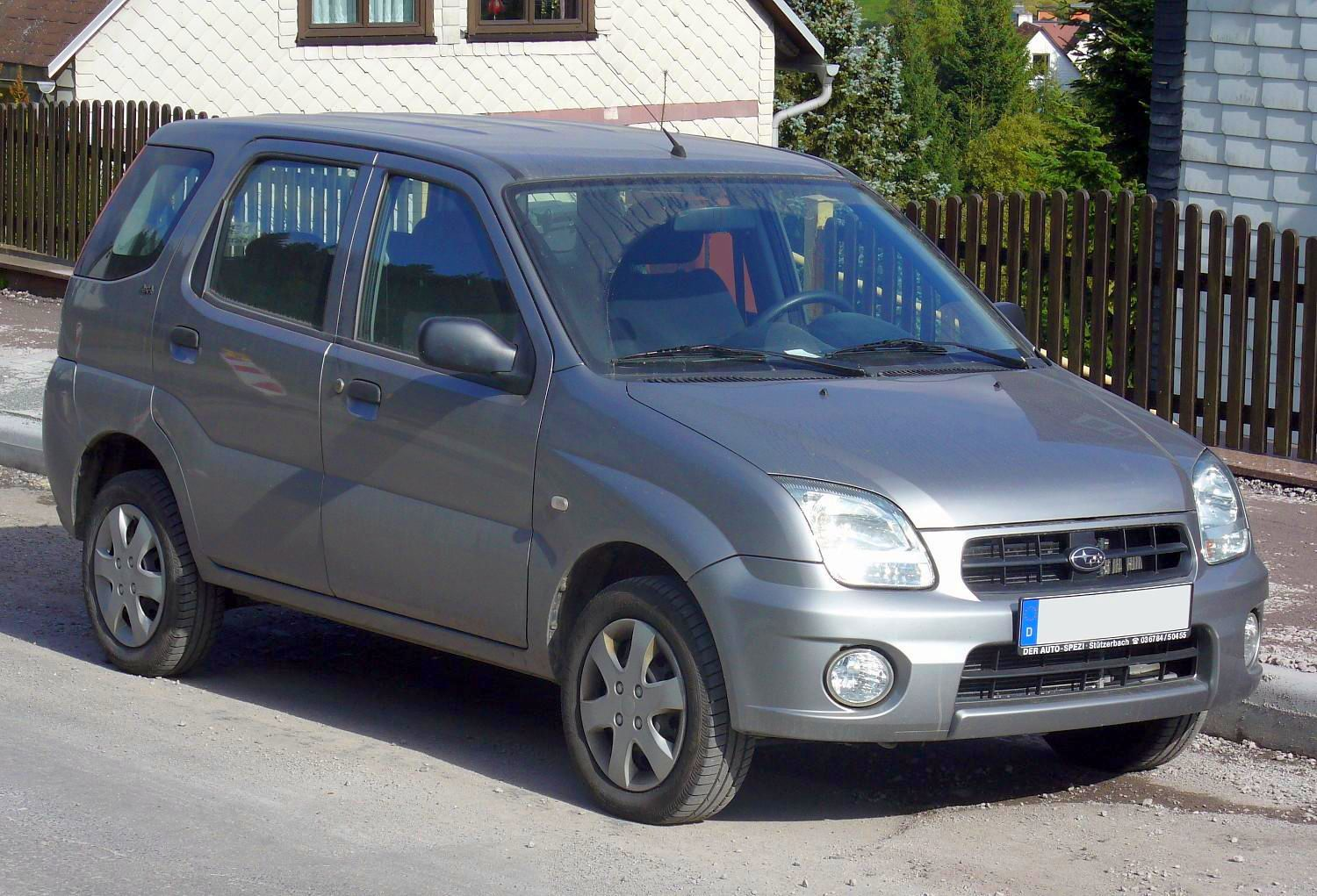
2003–2007 Subaru G3X Justy

## Третье поколение
3 марта 2015, Suzuki представила концепт-кар под индексом «Suzuki iM-4» на Женевском автосалоне 30 октября 2015 года на Токийском автосалоне была представлена рабочая версия. 21 января 2016 года Suzuki официально объявила о запуске Ignis на японском рынке.

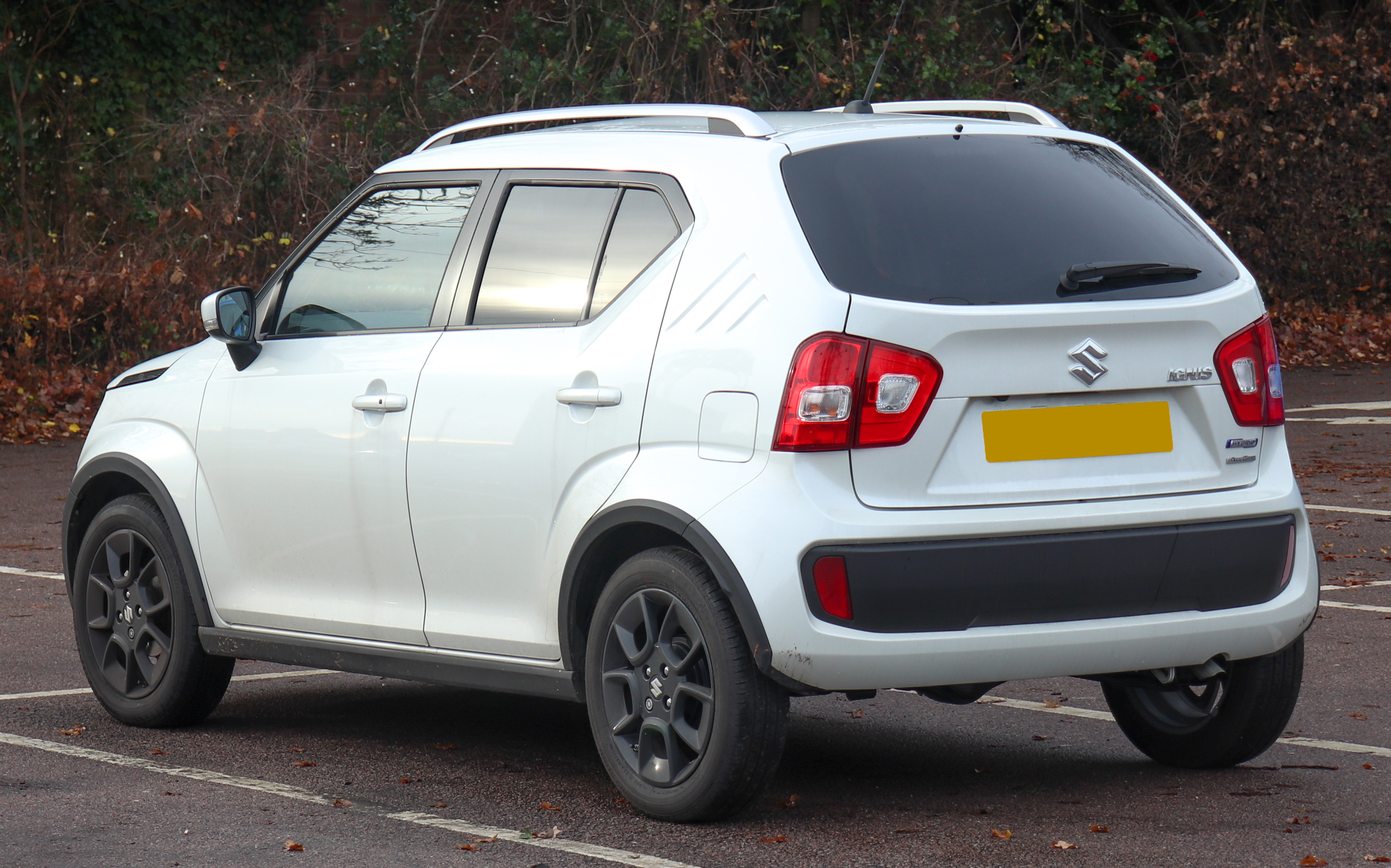
Внешний вид модели 2017 Suzuki Ignis

Существует индийская версия известная как Maruti Suzuki Ignis, которая стала заменой модели Maruti Ritz. Модель оснащается 1,3-литровым дизельным двигателем мощностью 75 л. с. (56 кВт). Это тот же двигатель, стоит на моделях Swift и Baleno, однако масса машины Ignis меньше. Второй двигатель для индийской версии, это 1,2-литровый агрегат серии K, который развивает 82 л. с. (61 кВт; 83 л. с.) и 113 Нм. Оба эти двигателя доступны с 5-ступенчатой механической коробкой передач или 5-ступенчатым роботом.
Для рынка Великобритании создана версия Euro-spec Ignis, она предлагается с двумя версиями двигателя L12 и K12C I4: стандартным бензиновым или гибридным с литий-ионными батареями, установленными под сиденьями.
Sgnuki IndoMobil Motor подразделение в Индонезии запустила 17 апреля 2017 года в производство индонезийскую версия Ignis. Он доступен в двух комплектация: GL и GX, с механической и полуавтоматической трансмиссиями.
Японские версии Ignis, которая доступна для рынка Японии, Австралии и Новой Зеландии, собираются в Японии, оснащаются 1,2-литровым двигателем серии K, который развивает мощность 88 л. с. (66 кВт и 120 Нм). Часть автомобилей для европейского рынка, в частности для Словакии, также собирают в Японии. Доступна механическая пятиступенчатая коробка передач или вариатор.